# Френк Філдінг
Френк Філдінг (англ. Frank Fielding, нар. 4 квітня 1988, Блекберн) — англійський футболіст, воротар клубу «Бристоль Сіті».

## Клубна кар'єра
Народився 4 квітня 1988 року в місті Блекберн. Вихованець футбольної школи клубу «Блекберн Роверз», в якому і розпочав дорослу футбольну кар'єру. Проте пробитися до основної команди Френку так і не вдалося, через що з 2007 по 2011 рік він грав на правах оренди у складі низки нижчолігових англійських клубів.
9 травня 2011 року за 400 тис. фунтів приєднався до складу «Дербі Каунті», в якому вже виступав раніше на правах оренди. За два сезони встиг відіграти за «баранів» 60 матчів в національному чемпіонаті.
26 червня 2013 року Френк перейшов в «Брістоль Сіті», підписавши з клубом трирічний контракт. Відтоді встиг відіграти за клуб з Бристоля 98 матчів в національному чемпіонаті.

## Виступи за збірні
2006 року дебютував у складі юнацької збірної Англії, взяв участь у 2 іграх на юнацькому рівні.
Протягом 2008–2011 років залучався до складу молодіжної збірної Англії, разом з якою взяв участь у молодіжному чемпіонаті Європи 2011 року, де відіграв в усіх трьох матчах збірної на турнірі. Всього на молодіжному рівні зіграв у 12 офіційних матчах.
Кілька разів викликався до лав національної збірної, проте так і не дебютував у її складі.